# Wonoasri (Kuripan)
Wonoasri is een bestuurslaag in het regentschap Probolinggo van de provincie Oost-Java, Indonesië. Wonoasri telt 2392 inwoners (volkstelling 2010).